# Josie Petru

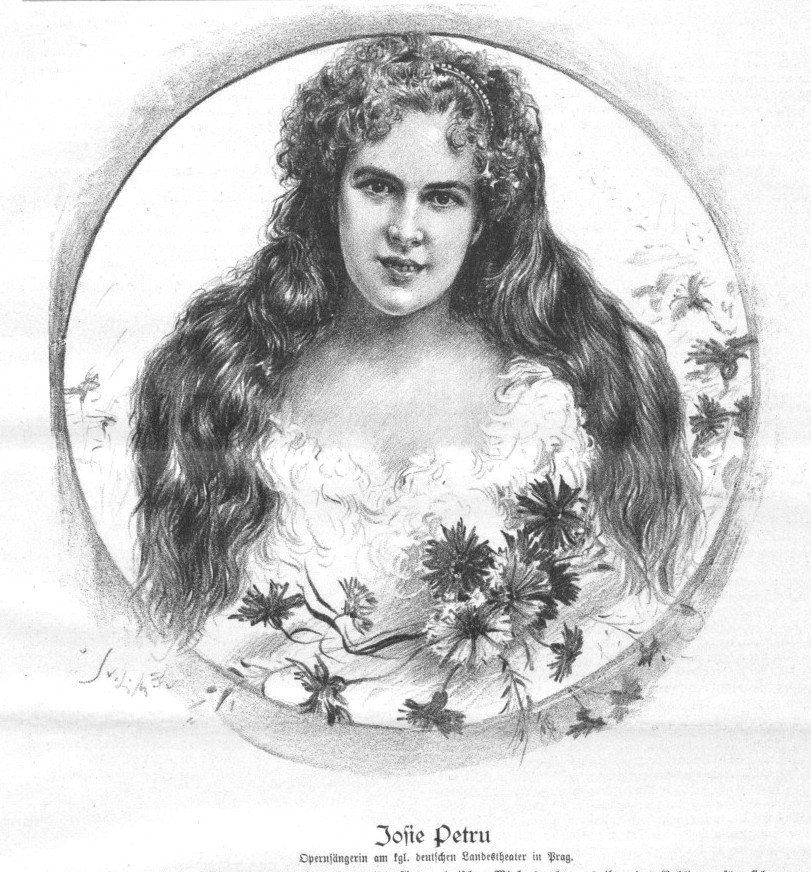
Josie Petru (1899)

Josie von Petru, auch Josipa Petru oder Josefine Petru (* 19. März 1876 in Osijek; † 22. November 1907 in Davos) war eine slawonische Opernsängerin (Alt).

## Leben
Josefine Petru wurde 1876 als Tochter des Großhändlers Karl Petru und dessen Frau Eleonore im slawonischen Osijek geboren. Ihr Onkel war der Verleger Karl Laubner, Herausgeber der Osijeker Zeitung Slavonische Presse. Ende der 1890er Jahre siedelte Petru mit ihrer Mutter nach Graz über, wo sie eine Gesangsausbildung begann. Nach dem Absolvieren des Konservatoriums in Wien (Gesangslehrer Philipp Forsten, Schauspiellehrer August Stoll) bekam Petru ein Engagement an der Prager Oper und wurde zwei Jahre später 1902 von Gustav Mahler an der Wiener Hofoper engagiert, dem damals renommiertesten Opernhaus Europas. Petru debütierte a, 30. August 1902 als Azuzena in Verdis Troubadour und feierte in den folgenden Jahren Erfolge, als Verdi- und Wagner-Interpretin. Bald jedoch erkrankte sie ernsthaft und musste ihre musikalische Karriere abbrechen.
Zum Auskurieren ihrer Krankheit begab sie sich nach Davos in die Schweiz, wo sie am 22. November 1907 im Alter von nur 31 Jahren verstarb. Josie Petru wurde auf dem Wiener Zentralfriedhof begraben.

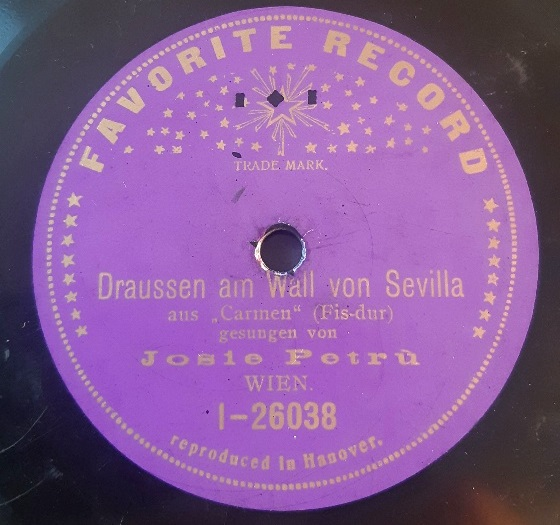
Schallplatte von Josie Petru (Wien 1905)

Von Josie Petru existieren Aufnahmen auf Artistical Record-Walzen (Pathé; Wien 1904), Favorite (Wien 1905–06) und Odeon (Wien 1906).